# Bonnie Bartlett
Bonnie Bartlett (Wisconsin Rapids, 20 de junho de 1929) é uma atriz estadunidense. Sua carreira se estende por mais de 60 anos, ela é mais conhecida por seu papel como Ellen Craig na série de televisão St. Elsewhere.